# Melanostomias margaritifer
Melanostomias margaritifer es una especie de pez de la familia Stomiidae en el orden de los Stomiiformes.

## Morfología
Los machos pueden llegar alcanzar los 8 cm de longitud total.

## Hábitat
Es un pez de mar y de aguas  tropicales que vive entre 70-100 m de profundidad

## Distribución geográfica
Se encuentra en el Mar Caribe, Jamaica, Puerto Rico y el Golfo de México.